# Fritz Hauser
Fritz Hauser (Bazel (Zwitserland), 29 maart 1953) is een Zwitserse drummer en componist.

## Biografie
Fritz Hauser behoorde van 1972 tot 1980 tot de artrockband Circus, waarmee hij op internationale tournees ging en vier albums opnam. Vervolgens werkte hij met de band Blue Motion, maar ook met ensembles op het gebied van oude muziek en avant-garde.
In 1983 trad hij voor de eerste keer op met een avondvullend soloprogramma (de cd Solodrumming) en ging hij internationaal op tournee. Er volgden verdere soloprogramma's en projecten voor slagwerk en percussie, die Hauser wereldwijd tot opvoering brengt. Hij ontwikkelde werken met de danseres/choreografe Anna Huber en met de architect Boa Baumann. Er ontstonden composities voor slagwerkensembles en –solisten, geluidsinstallaties  in de Therme Vals, in Castel Burio, in het architectuurmuseum in Bazel, in de Fondation Vincent Van Gogh in Arles en films, radiohoorspelen en lezingen. Hauser werd ook bekend door grote open air-projecten, als laatste de echomachine Maximus in het Romeins Theater in Augusta Raurica.
Op het gebied van de geïmproviseerde muziek speelde hij samen met talrijke muzikanten als Urs Leimgruber, Joëlle Léandre, Marilyn Crispell, Christy Doran, Pauline Oliveros, Lauren Newton, Joe McPhee, Franz Koglmann, Patrick Demenga en Bob Becker. Op het gebied van de percussie werkte en concerteerde hij sinds het Stockholm International Percussion Event in 1998 met verschillende percussiesolisten en –ensembles over de gehele wereld: Kroumata, Steven Schick, Keiko Abe, Vanessa Tomlinson, Synergy Percussion, Michael Askill, Speak Percussion, Nexus en We Spoke.
Hauser kreeg voor zijn hoorspel Steinschlag in 1990 de Hörspielpreis der Stiftung Radio Basel en in 1998 voor zijn hoorspel Fantasia Zolliologica. In 2012 werd hij onderscheiden met de cultuurprijs van de stad Bazel. Voor het thema 'Kindheit' stuurde Hauser als «composer in residence», dus als huiscomponist, projecten bij tijdens het Lucerne Festival in 2018. Daartoe tellen vier eigen premières en het door hem georganiseerde en geleide grote project Chortrommel.

## Filmografie
- Erich Busslinger: Fritz Hauser – Klangwerker., dokumentaire film. 61 min. Zwitserland, 2011
- Robert Müller: Köhlernächte Dokumentarfilm. 93 min. Zwitserland, 2017.[4]
- Michael Hegglin: Zeichen im Dunkel
- Robi Müller: über den Tag hinaus Trickfilm, 16 min Zwitserland, 1994.
- Peter Aschwanden: Der Tross – Im Windschatten der Tour de Suisse Zwitserland, 1993.
- Fredi Murer: Der grüne Berg, dokumentaire film. 61 min. Zwitserland, 1990.
- Steven Kolpan: Rondout Video 1990.